# FSV 1921 Brandis
Der FSV 1921 Brandis ist ein Fußballverein in der nordsächsischen Kleinstadt Brandis. Er hatte 2007 250 Mitglieder und nutzt den städtischen Sportplatz „Freundschaft“.

## Geschichtliche Entwicklung
Der Verein führt seinen Ursprung auf den 1904 gegründeten „Turnverein für Brandis und Umgebung“ zurück. 1921 richtete der Turnverein eine Fußballsparte ein. Unter Mithilfe der Vereinsmitglieder und Brandiser Sportanhänger wurde 1931 der Sportplatz „Freundschaft“ fertiggestellt. 1945 wurde der Turnverein im Zuge des allgemeinen Verbots für Sportvereine aufgelöst. Nachdem in der sowjetischen Besatzungszone der Sportverkehr in Form von Betriebssportgemeinschaften (BSG) neu organisiert wurde, gründete das in Brandis ansässige Silikatwerk FEMA für seine Mitarbeiter die BSG Chemie Brandis. Im Laufe des Jahres 1953 erfolgte ein Namenswechsel in BSG Stahl Brandis. Neben der größten Sektion Fußball wurden auch Sektionen für Tischtennis und den Kanusport eingerichtet.
1990 verlor die BSG durch die politisch bedingten wirtschaftlichen Veränderungen die Unterstützung ihres Trägerbetriebes FEMA. Daraufhin gründeten BSG-Mitglieder am 20. Juli 1990 den eingetragenen Verein TSV Rot-Weiß 90 Brandis. Am 27. Juni 1997 löste sich die Fußballabteilung des TSV auf, und die Fußballmannschaften schlossen sich dem am 29. Mai 1997 gegründeten FSV 1921 Brandis an.
2009 wurde der FSV 1921 Brandis in zahlreichen bundesweiten Medien erwähnt, nachdem bei einem Heimspiel im Oktober 2009 gegen Roter Stern Leipzig die linksgerichteten Fans der Gäste von etwa 50 Rechtsradikalen aus der Region Leipzig gezielt mit Eisenstangen angegriffen wurden.

## Entwicklung des Fußballsports
Bis zu seiner Auflösung spielte der TV Brandis im Fußball nur eine untergeordnete regionale Rolle. Die Fußballmannschaft der BSG Chemie startete 1951 in der Kreisklasse. Sie beendete die Saison als Kreismeister und gewann gegen Stahl Roßwein das Aufstiegsspiel zur Bezirksklasse. 1955 gelang der BSG Stahl Brandis der Aufstieg in die damals viertklassige Bezirksliga Leipzig. Bis 1962 konnte stets der Klassenerhalt gesichert werden, aber dann musste die BSG wieder zurück in die Bezirksklasse, der sie zwischen 1952 und 1990 insgesamt 24 Spielzeiten angehörte. 1964 gelang erneut der Aufstieg in die inzwischen drittklassige Bezirksliga, diesmal für fünf Jahre. 1973/74 spielte man dann noch einmal für ein Jahr in der Bezirksliga und 1984 ging es gar hinab in die Kreisliga Wurzen, wo jedoch postwendend die Rückkehr in die Bezirksklasse gelang.
In den Jahren 1954 und 1955 hatte sich Stahl Brandis für den DDR-weiten FDGB-Fußballpokal-Wettbewerb qualifiziert, kam aber jeweils über die erste Runde nicht hinaus. 1954 hieß der Gegner Stahl Freital. Gegen den Zweitligisten konnte Brandis zuhause nach Verlängerung ein 2:2 erreichen, das Wiederholungsspiel in Freital ging jedoch mit 2:3 verloren. 1956 musste Brandis gegen Stahl Riesa aus der drittklassigen II. DDR-Liga antreten und schied umgehend nach einer 0:2-Heimniederlage aus dem Wettbewerb aus.
Der TSV Rot-Weiß startete im DFB-Spielbetrieb 1990 in der viertklassigen Bezirksliga Leipzig. Nach zwei Jahren stieg der Verein in die 6. Liga Bezirksklasse ab. Der FSV stieg bis in die achtklassige Kreisliga ab, stieg 2005 für zwei Jahre wieder in die Bezirksklasse auf und spielt seit 2007 in der Kreisliga (seit 2008 9. Spielklasse). 2008 trat der FSV mit zwei Männer- und fünf Nachwuchsmannschaften an.